# 國道132號

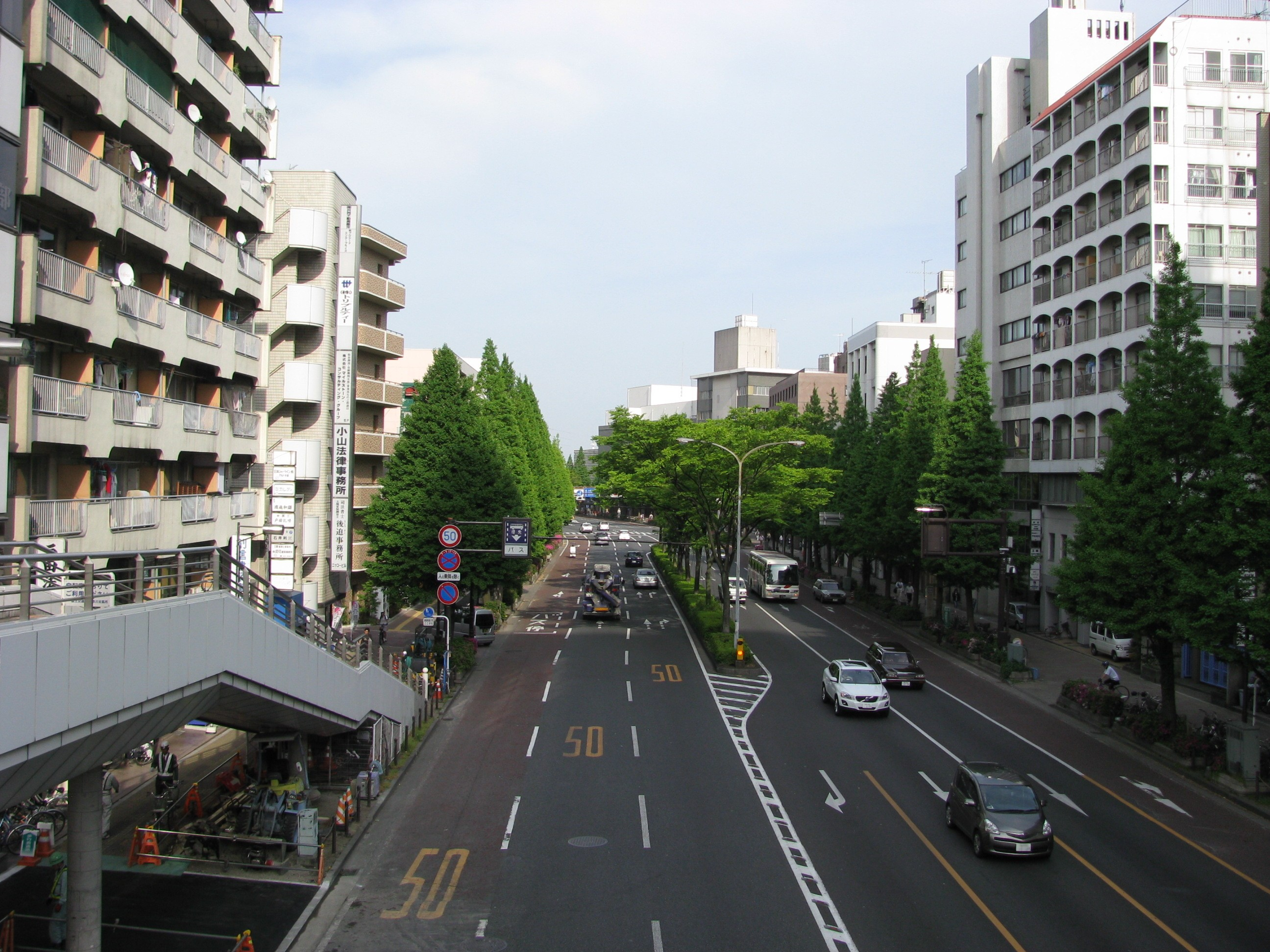
國道132號・川崎區宮前町交差點
（2010年5月8日）

國道132號為日本自川崎港至神奈川縣川崎市川崎區宮前町的一般國道。

## 概要

### 路線資料
- 起點 : 川崎港（千鳥橋西詰）
- 終點 : 川崎市川崎區宮前町（宮前町交差點＝國道15號交點）
- 重要經過地 : 無
- 路線長 : 4.6 km[1][注釋 1]
- 指定路段 : 無[2]

## 路線狀況

### 通稱
- 富士見通り（鹽濱交差點 - 宮前町交差點）

### 道路設施
- 鹽濱陸橋（東日本旅客鐵道東海道貨物線・神奈川臨海鐵道水江線）

## 地理

### 通過行政區
- 神奈川縣
川崎市（川崎區）

### 交匯道路
- 神奈川縣道6號東京大師橫濱線（鹽濱交差點）
- 國道15號・神奈川縣道9號川崎府中線（宮前町交差點）

## 關連項目
- 關東地方道路列表

## 外部連結
- 川崎市 （页面存档备份，存于）
  - 建設綠政局 （页面存档备份，存于）：管理全線